# Hohenreuten
Hohenreuten ist ein Ortsteil der Gemeinde Oberrieden im Landkreis Unterallgäu in Schwaben.

## Geographie
Das Kirchdorf Hohenreuten liegt etwa vier Kilometer westlich des Hauptortes Oberrieden hoch über dem Kammeltal. Mit dem Hauptort ist der Ortsteil über die Hohenreuter Straße verbunden.

## Geschichte
Erstmals erwähnt wurde Hohenreuten 1214. Ein „Edler Heinrich von Spilberch“ übergab mit dieser Urkunde ein Gut in „Hochrüten“ dem Kloster Rottenbuch. Nach einem Streit wurde 1256 bestimmt, dass der „Walde im Hohenrutin“ dem Kloster Rottenbuch gehörte. Diese Urkunde wurde von „Schwigger vom Mindelberg“ und „Heinrich von Angelberg“ bezeugt. Ab 1545 war die gesamte Einöde „Hohenreittin“ ein Erblehen der Herrschaft Mindelheim. 1616 wurde die Einöde „Hohenreutten“ und auch „Hehenried“ genannt.
Einziges Baudenkmal des Ortes ist die Kapelle Pauli Bekehrung.